# Dicoma tomentosa
Dicoma tomentosa là một loài thực vật có hoa trong họ Cúc. Loài này được Cass. mô tả khoa học đầu tiên năm 1818.